# Maném Amatúnio
Maném Amatúnio (em armênio: Մանեն; romaniz.: Manēn) foi um nobre armênio (nacarar) do século V, membro da família Amatúnio, ativo durante o reinado do xainxá Isdigerdes II (r. 438–457).

## Nome
Maném (Մանեն, Manēn) é um nome de origem iraniana, que pode ter surgido de uma adaptação do iraniano antigo Manaina (*Man-aina-; de *Manah-, "mente") ou do avéstico Manuschitra (Manušciθra), "aquele que tem a natureza de Manu". Hračʻya Ačaṙyan propôs que se trata de um diminutivo aparentado com outros antropônimos iranianos incorporados no armênio, como Manachir, Manavazo etc.

## Contexto

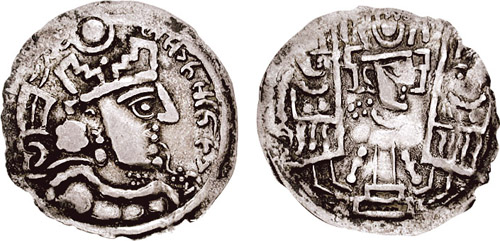
Dracma de r.

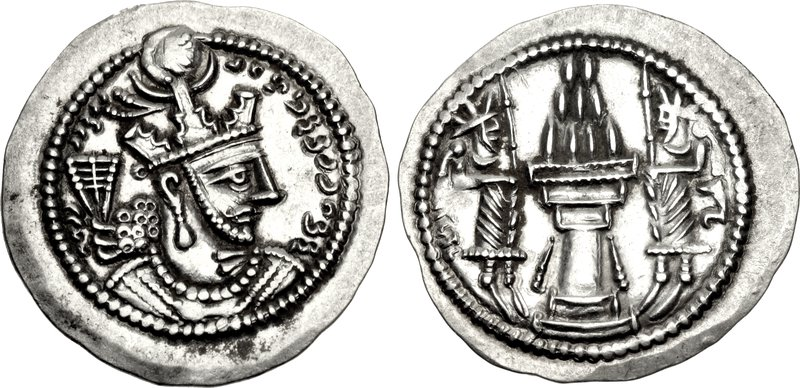
Dracma de r.

Em 428, os nacarares da Armênia peticionaram ao xainxá Vararanes V (r. 420–438) para que destronasse o rei Artaxias IV (r. 422–428) e abolisse a dinastia arsácida. Para governar o país, Vemir-Sapor foi nomeado como marzobã e Vaanes II foi designado à tenência real. Vemir-Sapor morreu em 442, após uma administração considerada justa e liberal, na qual conseguiu manter a ordem sem ferir o sentimento nacional de frente. Vasaces I substituiu-o como marzobã. Vararanes permitiu a manutenção do cristianismo, enquanto procurava acabar com a influência do Império Bizantino sobre a Igreja da Armênia ao anexá-la à Igreja do Oriente. Contudo, seu filho e sucessor, Isdigerdes II (r. 438–457), era um pietista masdeísta e se comprometeu a impor o masdeísmo na Armênia, exigindo que a nobreza apostatasse e fundando templos de fogo sobre igrejas.

## Vida
A parentela de Maném é desconhecida, exceto que pertencia à família Amatúnio. Segundo Eliseu, o Armênio, em 450-451, quando Vardanes II decidiu se rebelar contra Isdigerdes II, permaneceu ao lado de Vasaces I, que era pró-iraniano.